# Микрометарски завртањ
Микрометарски завртањ, често само микрометар, је мјерни инструмент код кога је тачност измјерене вриједности до један микрометар. Микрометарски завртањ се широко користи за прецизно мерење компоненти у машинству и машинској обради као и већини машинских заната, заједно са другим метролошким инструментима као што су бројчаник, нонијус и дигитална мерила. Микрометри су обично, али не увек, у облику чељусти (супротни крајеви спојени рамом). Слично нонијусу, завртањ се састоји од помичног и непомичног дијела, али се код овог инструмента помични дио помиче завртањем или одвртањем завртња. Микрометарски завртањ је и око пет пута прецизнији од нонијуса. Вретено је веома прецизно обрађен шраф и предмет који се мери се поставља између вретена и наковња. Вретено се помера окретањем дугмета или напрстка све док вретено и наковањ лагано не додирну предмет који се мери.
Микрометри се такође користе у телескопима или микроскопима за мерење пречника небеских тела или микроскопских објеката. Микрометар који се користи са телескопом изумео је око 1638. године Вилијам Гаскојн, енглески астроном.

## Историја
Реч микрометар је неокласична кованица од   и грч. μέτρον. Према Меријам-Вебстеровом колегијатном речнику, реч је позајмљена на енглески из француског, а прво познато појављивање у енглеском штиву било је 1670. године Ни метар, ни микрометар (μм), ни микрометарски завртањ (уређај) као што их ми знамо данас нису постојали у то време. Међутим, људи тог времена су имали велику потребу и интересовање за способношћу мерења малих ствари и малих разлика. Реч је без сумње скована у вези са овим подухватом, чак и ако се није посебно односила на њен данашњи смисао.
Први микрометарски завртањ је направио енглески астроном Вилијам Гаскојн у 17. вијеку, као унапријеђени вид нонијуса. Користио га је на телескопу да би мјерио угао између звијезда и релативну величину небеских тијела.
Лондонски музеј науке садржи експонат „Крајњи мерни инструмент Џејмса Вата са микрометарским завртњем, 1776“ за који научни музеј тврди да је вероватно први направљени микрометар са завртњем. Овај инструмент је намењен за мерење предмета веома прецизно постављањем између два наковња, а затим напредовањем једног помоћу финог микрометарског завртња све док оба не буду у контакту са објектом, при чему се растојање између њих прецизно бележи на два бројчаника. Међутим, како напомиње научни музеј, постоји могућност да овај инструмент није био направљен око 1776. године од стране Вата, већ 1876. године, када је те године постављен на Специјалну позајмицу научних инструмената у Јужном Кенсингтону.
Хенри Модсли је почетком 19. века направио стони микрометар који је међу лабораторијским особљем у шали добио надимак „лорд канцелар“, јер је био коначни судија о тачности мерења и прецизности у раду фирме. Године 1844, објављени су детаљи о микрометру Витвортове радионице. Ово је описано као да има јак оквир од ливеног гвожђа, чији су супротни крајеви били два високо обрађена челична цилиндра, која су се уздужно померала дејством шрафова. Крајеви цилиндара на којима су се састајали били су полулоптастог облика. Један шраф је био опремљен точком са степеном мерења на десетхиљадити део инча. Његов циљ је био да обичне механичаре опреми инструментом који, иако је давао врло тачне индикације, ипак није могао да буде поремећен грубим руковањем у радионици.
Први документовани развој ручних микрометарских вијчаних чељусти дао је Жан Лорен Палмер из Париза 1848; уређај се стога често назива палмер на француском, tornillo de Palmer („Палмеров вијак”) на шпанском и calibro Palmer („Палмеров калипер”) на италијанском. (Ови језици такође користе микрометару сродне речи: micromètre, micrómetro, micrometro.) Микрометарску чељуст су увели на масовно тржиште у англофонским земљама Броун & Шарп 1867. године, што је омогућило продор употребе инструмента у просечну машинску радњу. Броун & Шарп су били инспирисани са неколико ранијих уређаја, а један од њих је био Палмеров дизајн. Године 1888, Едвард В. Морли је додао прецизност микрометријских мерења и доказао њихову тачност у сложеној серији експеримената.
Култура тачности и прецизности у алатници, која је почела са пионирима заменљивости, укључујући Грибовала, Тусарда, Норта, Хола, Витнија и Колта, и наставила се преко лидера као што су Модслеј, Палмер, Витворт, Браун, Шарп, Прат, Витни, Леланд и други, нарасла је током машинског доба и постала важан део комбиновања примењене науке са технологијом. Почевши од раног 20. века, више се није могла истински савладати израда алата и калупа, израду машинских алатки или инжењеринг без извесног знања о науци метрологије, као и о науци хемије и физике (за металургију, кинематику/динамику, и квалитет).

## Делови инструмента
Микрометар се састоји од:
- оквира: Тијело у облику слова С који држи наковањ и цијев у сталном односу. Изузетно је танак да би се спријечиле деформације, али и поприлично тежак и са великом температуром топљења.
- наковња: Мали дио према коме се креће завртањ и који заједно с њим држи мјерено тијело.
- шупље непомичне цијеви избаждарене на по 0,5mm
- дијела који спречава даље окретање након постизања довољног притиска
- завртња: помичног дијела који заједно са наковњем стиска мјерено тијело
- бубња: дијела који се покреће окретањем ручице и на коме се очитавају дијелови од 0,01mm

## Мјерење и очитавање резултата мјерења
Да би се измјерила дужина неког тијела, оно се поставља између наковња и завртња, тако да завртањ лагано додирне тијело да би се избјегле деформације. Овај инструмент посједује и сигурносни механизам који спречава даље стезање након што завртањ оствари одређен притисак на предмет.
Мјерење дужина се заснива на пропорционалности између транслаторног помака и угла закретања завртња. Кад се завртањ окреће у матици, његов помак се очитава на непомичној скали тако да се прати помак краја бубња.

### Метрички систем
У метричком систему ход завртња, тј. транслаторни помак за пуни окрет износи тачно 0,5 милиметара. Управо на толике дијелове је издијељена непомична скала, с тим што су изнад скале означени пуни милиметри. Скала на бубњу је подијељена и бројно означена на 50 дијелова од по 0,01 милиметар. Мјерена вриједност се добија сабирањем цијелих дијелова од по 1mm, цијелих дијелова од по 0,5mm и вриједности очитане са бубња помножене са 0,01mm.

### Мјерење у инчима
На непомичној скали извршена је подјела на четрдесете дијелове инча што износи 0,025 инча (1 ÷ 40 = 0,025), при чему је бројем означен сваки четврти дио (0,01 инч). Скала на бубњу је издијељена на 25 дијелова што омогућава тачност при мјерењу од 0,001 инча (0.025 ÷ 25 = 0,001). Очитавање се врши сабирањем цијелих дијелова од 0,025 инча и броја на бубњу помноженог са 0,001.

### Комбинација за помичним мјерилом
Додавањем подјеле једног милиметра на 10 дијелова на непомичну скалу омогућено је мјерење са тачношћу од 0,001 милиметра. Очитавање се врши слично као код обичног метричког микрометра са додавањем броја дијелова од 0,001 милиметра који се добијају посматрањем линије подјеле на непомичној скали која се поклопила са линијом подјеле на бубњу и множењем тог броја са 0,001.
Очитавање се слично врши и при мјерењу у инчима.

## Врсте микрометара

### Основна подјела
Према начину мјерења завртњи се дијеле на:
- микрометарски завртањ за спољашња мјерења (за мјерење дебљине жице, осовина, спољашњег пречника ваљака и цијеви)
- микрометарски завртањ за унутрашња мјерења (за мјерење унутрашњег пречника цијеви или лежаја)
- микрометарски завртањ као дубиномјер (за мјерење дубине навоја или отвора)

### Посебни типови
Сви типови микрометра могу се комбиновати са посебним наковњима и осовинама за обављање посебних врста мјерења. Тако наковањ може имати облик навоја, v-блока или великог диска.
- Универзални сет микрометара садржи замјењиве наковње разних врста: равни, сферни, дугачки савитљиви, у облику диска, сјечива и оштрице ножа. Такође може да има и могућност модификовања оквира чиме се може користити и за унутрашња и за спољашња мјерења.
- Микрометри са оштрицом имају наковње са уским врхом (оштрицом). Њиме се могу мјерити димензије уских О-прстенова.
- Микрометри за навоје завртња или нитни микрометри имају изузетно танке наковње и омогућавају мјерење пречника навоја завртња.
- Гранични микрометри имају два наковња и двије осовине и користе се као угризни мјерачи. Дио који се мјери мора проћи кроз први размак и зауставити се код другог размака да би се утврдило да задовољава постављене услове. Размаци су постављени тако да одражавају распон толеранције за дати производ.
- Микрометри за унутрашње пречнике обично имају три наковња и користе се за мјерење унутрашњих пречника.
- Цијевни микрометри имају цилиндрични наковањ постављен нормално на осовину. Користе се за мјерење дебљине цијеви.
- Микрометарске клапне су микрометри који су стављени на постоље на столу за глодалицу, струг или другу механичку алатку умјесто обичних клапни. Помажу руковаоцу машином да прецизно постави машину и предмет који се обрађује. Такође се може користити за укључивање искључника или граничних прекидача за заустављање система напајања.
- Лоптасти микрометри имају сферне наковње. Могу имати један равни и један сферни наковањ и тада се користе за мјерење дебљине зида цијеви, размак рупе и ивице и остала мјерења гдје се један наковањ мора поставити на заобљену површину. Предност над цијевним микрометрима је могућност кориштења у друге сврхе, а недостатак немогућност уклапања у мање цијеви. Лоптасти микрометри са паром сферних наковања могу се користити када се на обје стране жели остварити само једна тачка контакта. Најчешћи примјер употребе је мјерење фазног пречника навоја.
- Микрометри за инспекцију се користе за провјеравање димензија предмета и имају прецизност од половине микрометра.
- Цифрални микрометри код којих се при очитавању димензија цифре преврћу.
- Дигитални микрометри код којих се удаљеност дигитално очитава.
- микрометри су микрометри за мјерење спољашњих димензија код којих је наковањ у облику v-блока. Корисни су за мјерење пречника круга помоћу три тачке једнако удаљене од њега. Ово мјерење најпознатију примјену има при мјерењу елемената глодалице и спиралних бушилица.

## Принципи рада
Микрометри користе вијак за претварање малих растојања (која су премале да би се директно мерила) у велике ротације вијка које су довољно велике за читање са скале. Тачност микрометра произилази из тачности облика навоја који су у средишту језгра његовог дизајна. У неким случајевима то је диференцијални завртањ. Основни принципи рада микрометра су следећи:
1. Количина ротације прецизно направљеног вијка може се директно и прецизно повезати са одређеном дозом аксијалног кретања (и обрнуто), кроз константу познату као корак вијка. Корак завртња је растојање за које се аксијално помера напред са једним потпуним заокретом (360°). (У већини завоја [тј. у свим завојима са једним почетком], корак и висина се односе у основи на исти концепт.)
2. Са одговарајућим кораком и великим пречником завртња, дата количина аксијалног кретања појачаће се у резултирајућем ободном кретању.

На пример, ако је навој вијка 1 mm, али је главни пречник (овде спољни пречник) 10 mm, тада је обим вијка 10π или око 31,4 mm. Због тога се осно кретање од 1 mm појачава (увећава) до ободног кретања од 31,4 mm. Ово појачање омогућава да мала разлика у величини два слична измерена предмета стоји у корелацији са већом разликом у положају напрстка микрометра. У неким микрометрима се постиже још већа прецизност коришћењем диференцијалног завртња регулатора за померање напрстка у много мањим корацима него што би то дозвољавао један навој.
У аналогним микрометрима у класичном стилу, положај напрстка се очитава директно са ознака скале на напрстку и рукаву (за називе делова погледајте горњи одељак). Често је укључена скала нонијуса, што омогућава очитавање положаја до разломка најмање ознаке скале. У дигиталним микрометрима, електронско очитавање приказује дужину дигитално на ЛЦД-у на инструменту. Постоје и верзије са механичким цифрама, попут стила аутомобилских одометара, где се бројеви „преврћу“.

## Калибрација: тестирање и подешавање

### Нулирање
На већини микрометара, мали кључ се користи за окретање чахуре у односу на цев, тако да се њена нулта линија поново позиционира у односу на ознаке на напрстку. Обично постоји мала рупа у рукаву за прихватање игле кључа. Ова процедура калибрације ће поништити нулту грешку: проблем да микрометар очитава различиту од нуле када су његове чељусти затворене.

### Тестирање
Стандардни микрометар од једног инча има поделе очитавања од 0,001 инча и оцењену тачност од ±0,0001 инча („једна десетина“, у машинском језику). И мерни инструмент и објекат који се мери треба да буду на собној температури ради прецизног мерења; прљавштина, проблем са вештинама оператера и неадекватна употреба (или злоупотреба) инструмента су главни извори грешака.
Тачност микрометара се проверава њиховим коришћењем за мерење мерних блокова, шипки или сличних еталона чије су дужине прецизно и тачно познате. Ако је познато да је блок мерача 0,75000 ± 0,00005 инча („седамсто педесет плус или минус педесет милионитих делова“, односно „седамсто педесет хиљадитих плус или минус пола десетине“), онда би микрометар требало да га измери као 0,7500 инча. Ако микрометар мери 0,7503 инча, онда је ван калибрације. Чистоћа и низак (али конзистентан) обртни момент су посебно важни при калибрацији сваког десетог (то јест, десетхиљадити део инча) или стоти део милиметра се „броји“; сваки је важан. Пука мрља прљавштине или само мало превише стискања, замагљује истину о томе да ли инструмент може исправно да се очита. Решење је једноставно савесност чишћења, стрпљење, дужна пажња и пажња и поновљена мерења (добра поновљивост осигурава калибратору да њихова техника ради исправно).
Калибрација обично проверава грешку на 3 до 5 тачака дуж опсега. Само једна се може подесити на нулу. Ако је микрометар у добром стању, онда су све толико близу нули да се чини да инструмент очитава у суштини „-on” у целом свом опсегу; никаква приметна грешка се не види ни на једном месту. Насупрот томе, на истрошеном микрометру (или оном који је био лоше направљен од почетка), може се „јурити грешка горе-доле у опсегу”, то јест, померати је горе или доле на било који од различитих локалитета дуж опсега, подешавањем рукава, али се не може елиминисати са свих локација одједном.
Калибрација такође може укључити стање врхова (равних и паралелних), устављачког точка и линеарности скале. Равност и паралелизам се обично мере помоћу мерача који се назива оптичка раван, диск од стакла или пластике са изузетном прецизношћу да има равне, паралелне површине, што омогућава да се преброје светлосни појасеви када су наковањ и вретено микрометра наспрам њега, откривајући њихову количину геометријске нетачности.
Комерцијалне машинске радње, посебно оне које обављају одређене категорије послова (војне или комерцијално ваздухопловне, везане за нуклеарну индустрију, медицинске и друге), захтевају различите организације за стандарде (као што су ISO, ANSI, ASME, ASTM, SAE, AIA, америчка војска и други) да калибришу микрометре и друге мераче по распореду (често годишње), да прилепе етикету на сваки мерач који му даје ИД број и датум истека калибрације, да воде евиденцију о свим мерилима идентификационим бројем и да у извештајима о инспекцији наведу који је мерач коришћен за одређено мерење.
Није свака калибрација ствар за метролошке лабораторије. Микрометар се може калибрисати на лицу места у било ком тренутку, барем на најосновнији и најважнији начин (ако не и свеобухватно), мерењем висококвалитетног блока мерача и прилагођавањем одговара. Чак и мерачи који се калибришу годишње и у оквиру њиховог рока трајања треба на овај начин проверавати сваких месец или два ако се користе свакодневно. Њихова исправност ће обично бити потврђена, јер им није потребно подешавање.
Тачност самих блокова мерача може се пратити кроз ланац поређења до главног стандарда као што је међународни прототип мерача. Ова метална полуга, као и међународни прототип килограма, одржава се у контролисаним условима у седишту Међународног бироа за тегове и мере у Француској, који је једна од главних светских лабораторија за мерење стандарда. Ови мастер еталони имају регионалне копије екстремне тачности (чувају се у националним лабораторијама разних земаља, као што је NIST), а метролошка опрема чини ланац поређења. Пошто је дефиниција мерача сада заснована на светлосној таласној дужини, међународни прототип мерача није баш у истој мери неопходан као што је некада био. Али такви главни мерачи су и даље важни за калибрацију и сертификацију метролошке опреме. Опрема описана као "NIST следљива" значи да се њено поређење са главним мерачима, и њихово поређење са другим, може пратити уназад кроз ланац документације до опреме у NIST лабораторијама. Одржавање овог степена следљивости захтева одређене трошкове, због чега је опрема која се може пратити по NIST-у скупља од опреме која није следљива по NIST-у. Међутим апликације којима је потребан највиши степен контроле квалитета захтевају ове трошкове.

### Подешавање
Микрометар који је подешен на нулу и тестиран и за који се утврди да је раштиман може се вратити на тачност даљим подешавањем. Ако грешка потиче од делова микрометра који су истрошени у облику и величини, тада није могуће вратити тачност на овај начин; него је потребна поправка (брушење, лепљење или замена делова). За стандардне врсте инструмената, у пракси је лакше и брже, а често ни скупље, купити нови уместо бављења реновирањем.